# シャボン玉

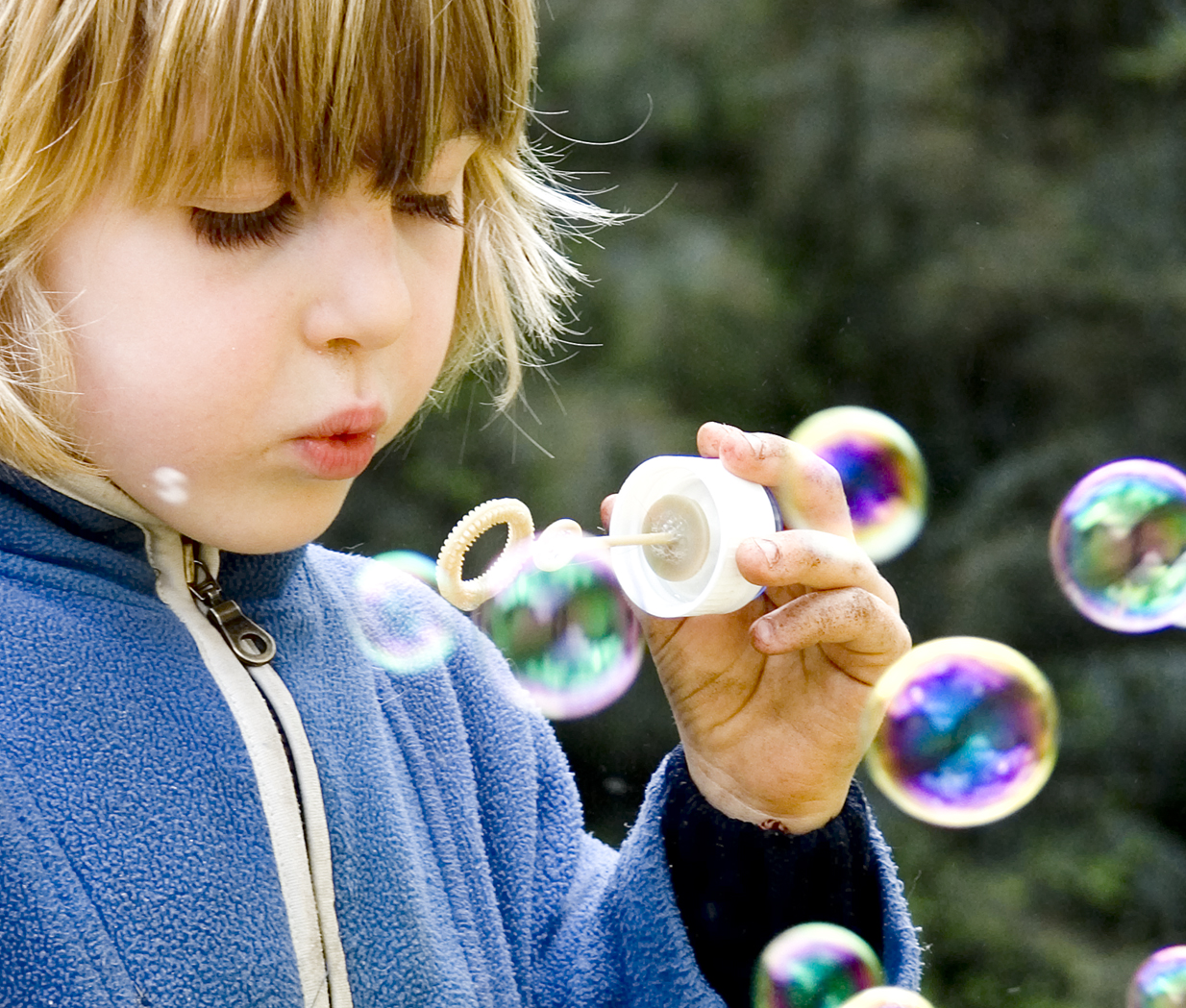
シャボン玉を作る子供

シャボン玉（シャボンだま）は、石鹸を用いた遊びの一つ、もしくはその遊びによってできたシャボン膜から構成される、空気中で作られる泡である。「シャボン」の語源は、石鹸を意味する16世紀スペイン語のxabón（シャボン）に由来する。俳句においては、春の季語となっている。シャボン玉が球体になる理由は、表面張力の働きによる。また、シャボン玉が色づいて見えるのは、構造色（薄膜干渉）による。

## 作り方

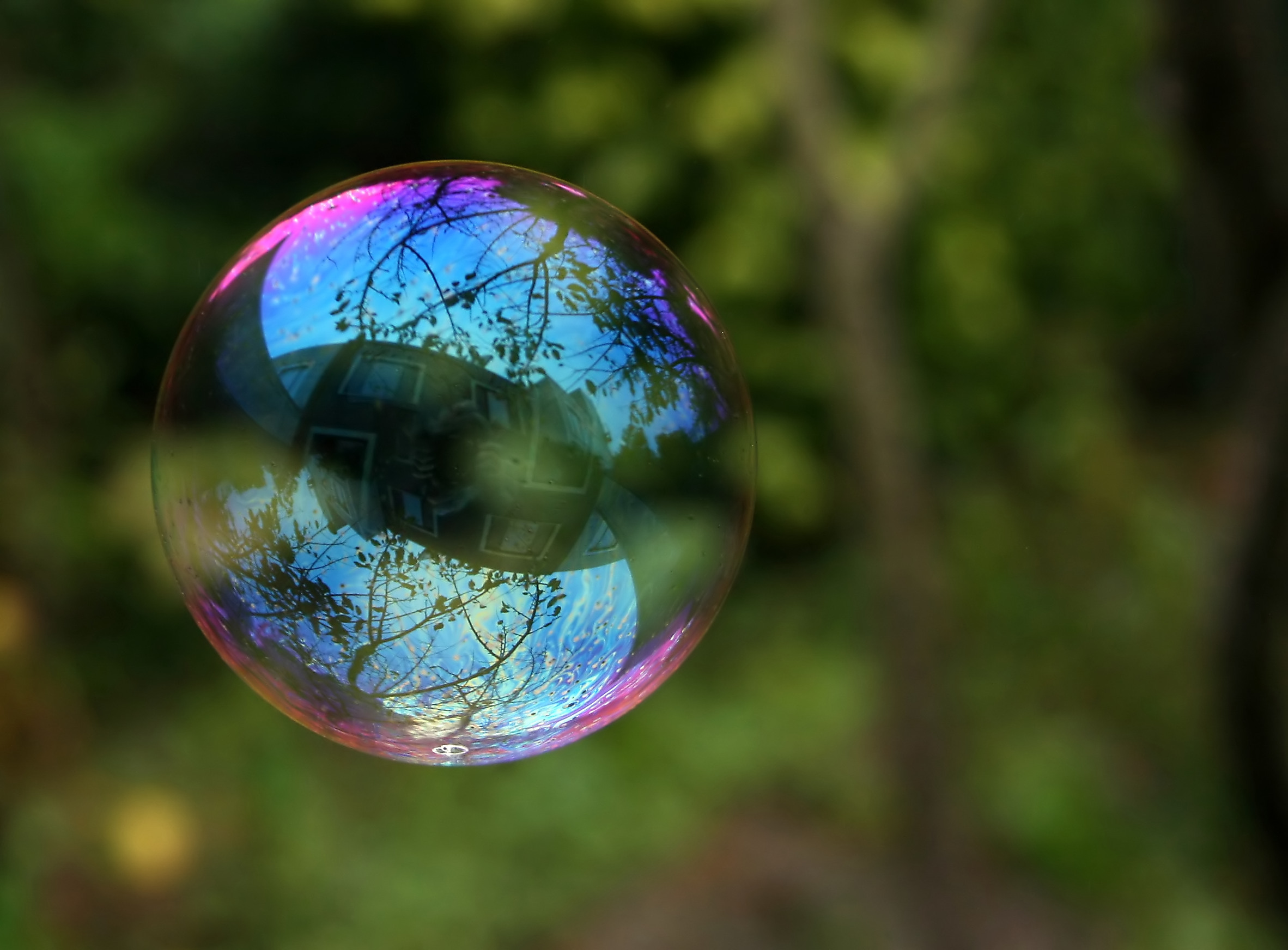
シャボン玉

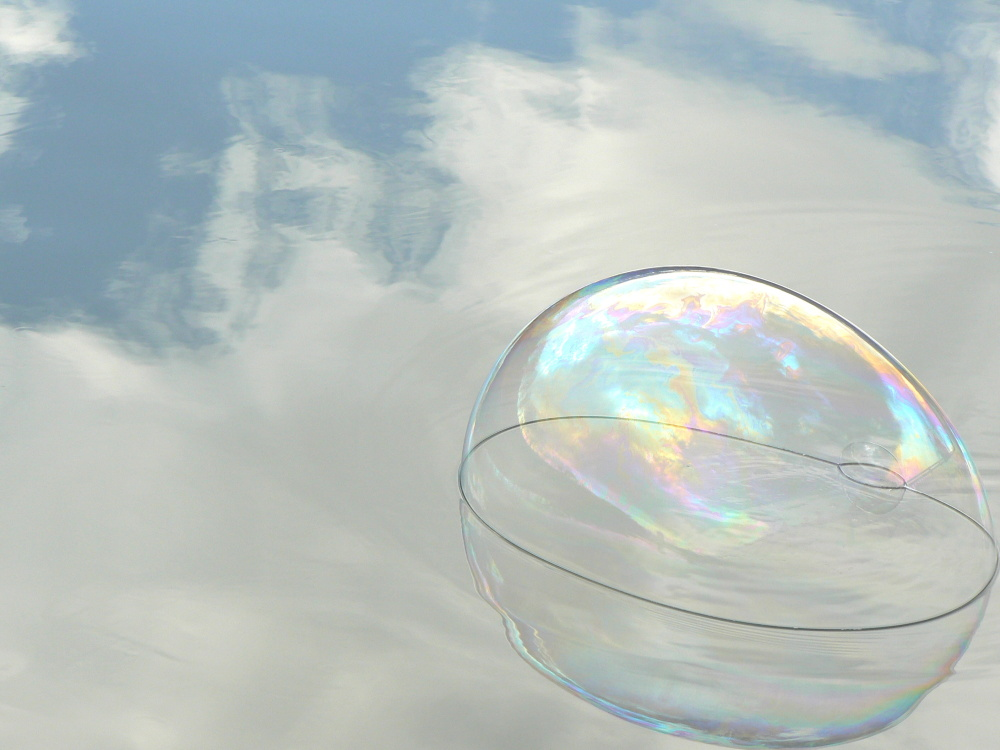
水面のシャボン玉

一般的には石鹸（シャボン）などの水溶液（シャボン液）にストローなどの細管の一端を浸け、端口に薄膜を張り、細管を引き上げ、細管の他方の口から細管内に呼気を吹き送って端口に張られたシャボン膜（薄い膜）を膨らませ、細管口でシャボン液の球体を作る。さらに勢い良く息を吹くか、細管を適当に動かしてシャボン膜による球を振り切り離すと、シャボン玉を空中に浮遊させることができる。吹き方によって大きなシャボン玉を少数個作ることも、比較的小さなシャボン玉を多数個作ることも出来る。

### 道具
シャボン玉を作るため、次のような道具が用いられる。
シャボン液
市販の製品もあるが、石鹸（台所用中性洗剤）、ポリビニルアルコール、グリセリン、砂糖、ガムシロップなどを水で薄めて自作することもできる。家庭用の液体洗剤のみで作成可能である。シャボン玉を長持ちさせるための調合方法がいくつか考案されている。
ストロー
口で吹くことによってシャボン玉を生成する道具である。市販のものもある。
枠
口で吹く方法の他、針金で作った枠にシャボン膜を貼り、その枠を動かすか口で吹くかしてシャボン玉を飛ばす方法もある。シャボン液を多く染み込ませるため、枠に毛糸などを巻き付けることが多い。

### 機械
バブルガン
本体のタンクにシャボン液を充填し引き金を引く（あるいはハンドルを回す）と先端からたくさんのシャボン玉が飛び出るようにしたもの。
シャボン玉発生装置
パーティー会場、舞台などでシャボン玉を飛ばして演出を行うため、大量のシャボン玉を自動的に発生させ、飛ばす装置。イベントなどで使われるシャボン玉発生装置の中には、水だけで泡を発生させる特殊装置を使い、周囲への影響を残さないようにしているものもある。

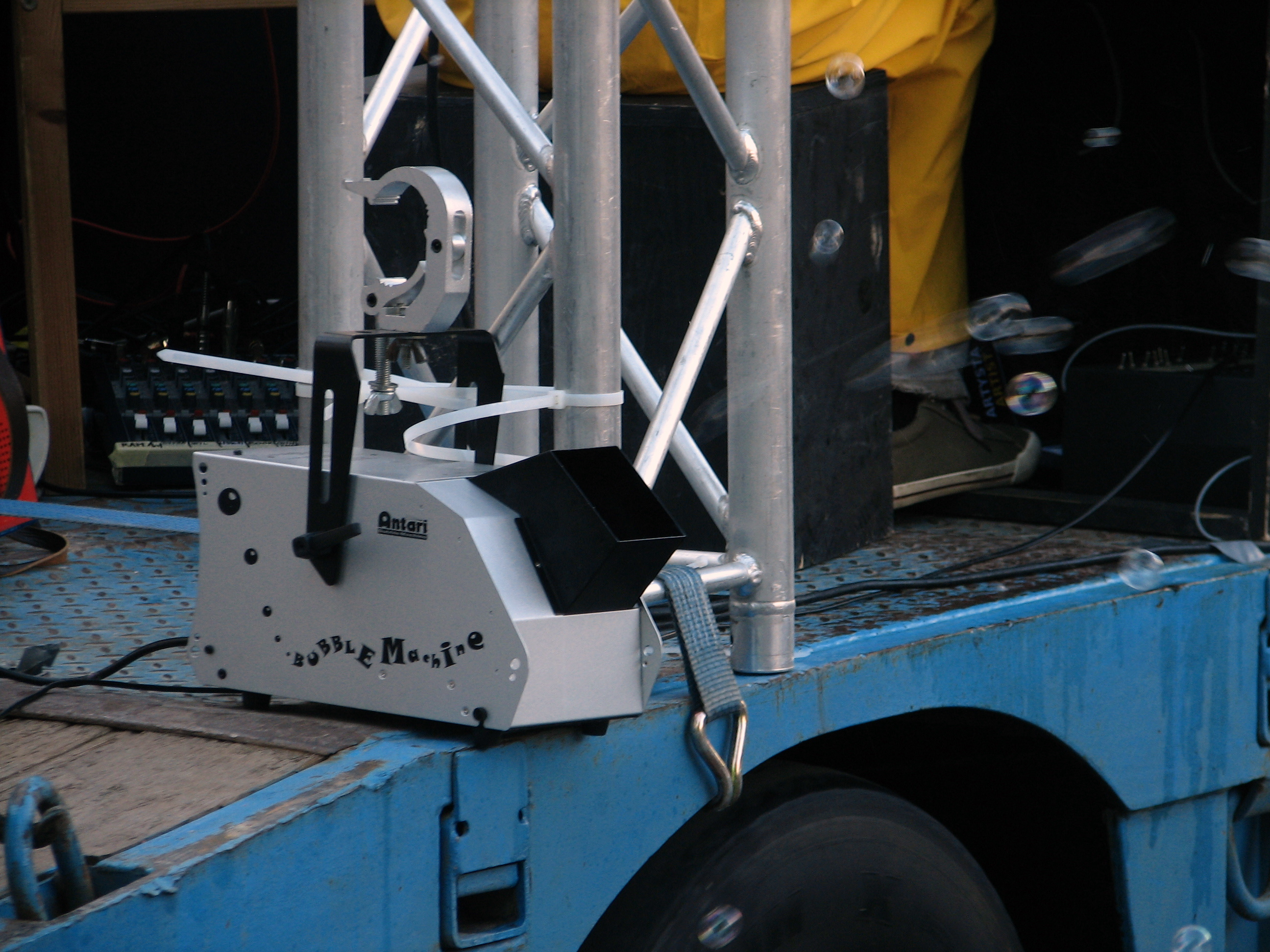
発生装置
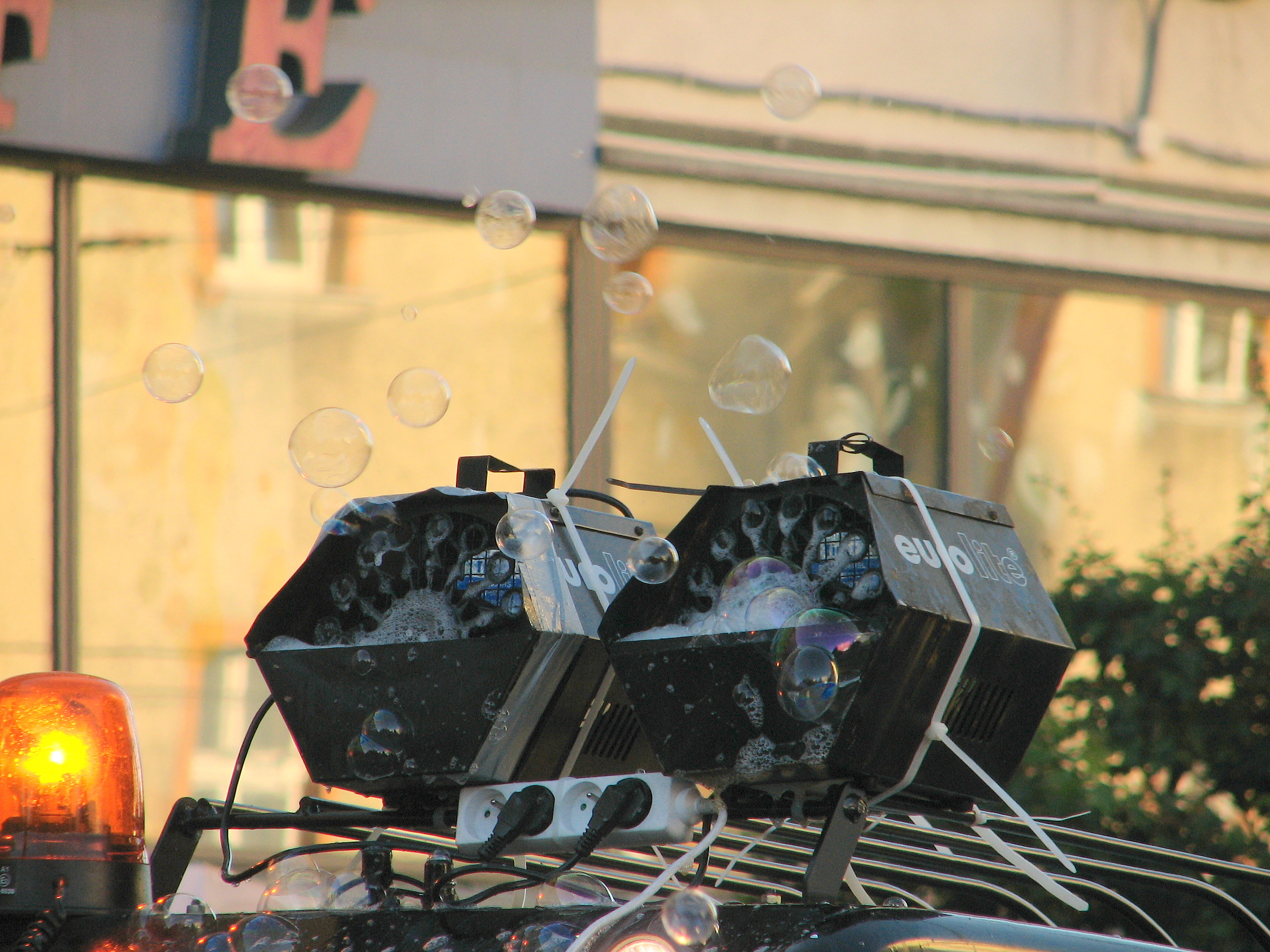
発生装置
- シャボン玉が飛ばされる様子

## 歴史
『本草綱目』の草土部にあるようにシャボンは石鹸を意味する。ただし、当初、日本では石鹸は高級品で一般的なものではなかった。そのため、ムクロジ（無患子）、芋殻、タバコの茎などを焼いて粉末状に加工したものを水に浸して用いていた。
『守貞謾稿』二十八には、サボン玉売について、「三都ともに夏月専ら売レ之、大坂は特土神祭祀の日専ら売来る、小児の弄物也、サボン粉を水に浸し、細管を以て吹レ之時に丸泡を生ず、京坂は詞に、ふき玉やサボン玉、吹ば五色の玉が出る云々、江戸は詞に、玉ヤ玉ヤ玉ヤ玉ヤ」とあり、江戸時代から行われていたことが知れる。
1677年（延宝5年）に始めて、シャボン玉屋が現れた（『広辞苑』、『ブリタニカ国際大百科事典』）とされる。
季語として用いられ始めたのは比較的新しく、山本健吉は「私の知る限り」としたうえで、「大正十四年刊高木蒼梧の『大正新修歳時記』に春の季語として載せたのが、早い例である」としている。
1970年7月、厚生省は中性洗剤（合成洗剤）を飲み込んだ場合、肝臓や腎臓に障害を起こす恐れがあるため、子供のシャボン玉遊びに使わないよう通達を出した。しかし1971年、ABSが含まれたシャボン玉液を誤飲した子供に声のつぶれ、吐き気、顔がかぶれるといった症状が出て問題となった。

## 応用

### 特殊なシャボン玉
さわれるシャボン玉
通常のシャボン玉は数秒から数十秒で壊れてしまう。そこで多糖類などを用いて、作ったシャボン玉が固まるようなシャボン液が市販されている。
人が入れるシャボン玉（巨大シャボン玉）
シャボン玉ショーなどでよく見られる。大きなリング状のシャボン玉形成具で作ったシャボン膜の中に人が入るタイプが多い。市販品もある（友田商会・人が入れるシャボン玉キット）。

### 理科実験
- 理科の実験などで水素の燃焼を示す際に、水素ボンベを使って金属板などの上に水素入りのシャボン玉を作り、点火すると大きな爆発音を残して燃焼する。水素の発生源への引火に注意。
- フラフープ等を用いて、シャボン玉の中に入ることもできる。
- 手袋を着用した状態で軽く準備体操を行ったりするなどして静電気を起こし、シャボン玉を風船のようにうまく触れることができる。（日本テレビ『投稿!特ホウ王国』栗間太澄の手力シリーズより）
- シャボン玉は氷点を下回ると表面の薄い石鹸膜が凍るようになる。このため、小さいものはほとんど綺麗に丸まったまま、凍って落ちる。なお、気温・気圧・性質上等の理由から大きめのものは作れない（作ろうとすると途中で破裂して、薄い石鹸膜が飛び散る）。